# بيدرو روموالدو
بيدرو روموالدو هو سياسي فلبيني، ولد في 29 يونيو 1935، وتوفي في 24 أبريل 2013 بسبب ذات الرئة. حزبياً، نشط في لاكاس كامبي ‏. وقد انتخب عضو مجلس النواب في الفلبين.